# Fluorid dioxygenylu
Fluorid dioxygenylu je anorganická sloučenina s chemickým vzorcem O2F2. Fluorid dioxygenylu je oranžově zbarvená pevná látka, která při −163 °C taje na červenou kapalinu. Fluorid dioxygenylu je extrémně silné oxidační činidlo. Při teplotě −160 °C se rozkládá na kyslík a fluor rychlostí 4 % za den – jeho životnost při laboratorní teplotě je tedy extrémně krátká. Fluorid dioxygenylu prudce reaguje s téměř každou chemikálií se kterou se setká včetně například ledu.

## Příprava
Fluorid dioxygenylu lze získat vystavením směsi plynného kyslíku a fluoru v poměru 1:1 při nízkém tlaku (ideálně 7–17 mmHg (0,9–2,3 kPa)) elektrickému výboji o 25–30 mA při napětím 2,1–2,4 kV. Podobnou metodu použit Otto Ruff při první syntéze v roce 1933. Jiná metoda přípravy fluoridu dioxygenylu spočívá na smíchání kyslíku a fluoru v nerezové nádobě ochlazené na −196 °C a následnému několikahodinovému působení 3 MeV brzdného záření. Třetí metoda přípravy vyžaduje zahřátí směsi fluoru a kyslíku na 700 °C a následné rychlé ochlazení pomocí kapalného kyslíku. Všechny tyto metody zahrnují syntézu podle rovnice:
O2 + F2 → O2F2
Fluorid dioxygenylu vzniká také rozkladem ozonidu fluoru:
2 O3F2 → 2 O2F2 + O2

## Struktura
Ve fluoridu dioxygenylu má kyslík neobvyklé oxidační číslo +1. Struktura fluoridu dioxygenylu je podobná struktuře peroxidu vodíku, velkým úhlem, který se blíží 90°.

Struktura fluoridu dioxygenylu

## Reaktivita
Fluorid dioxygenylu se snadno rozkládá na kyslík a fluor. I při teplotě −160 °C se tímto procesem každý den rozloží 4 % látky:
O2F2 → O2 + F2
Další vlastností této nestabilní sloučeniny je její oxidační schopnost, ačkoli většina experimentálních reakcí probíhala při teplotě blízké −100 °C. Několik pokusů s touto sloučeninou vedlo k požárům a výbuchům. Některé ze sloučenin, které vyvolaly prudké reakce s fluoridem dioxygenylu zahrnují: ethanol, methan, amoniak a dokonce i led.
S fluoridem boritým a fluoridem fosforečným tvoří dioxygenylové soli.

## Využití
Fluorid dioxygenylu nemá v současné době žádné průmyslové využití. Fluorid dioxygenylu byl použit k syntéze fluoridu plutoniového při nebývale nízkých teplotách. Do té doby používané metody přípravy vyžadovaly tak vysoké teploty, že výsledný fluorid plutoniový se rychle rozkládal.